# Garancières
För andra betydelser, se Garancieres.
Garancières är en kommun i departementet Yvelines i regionen Île-de-France i norra Frankrike. Kommunen ligger i kantonen Montfort-l'Amaury som tillhör arrondissementet Rambouillet. År 2022 hade Garancières 2 577 invånare.

## Befolkningsutveckling
Antalet invånare i kommunen Garancières
| Referens: INSEE |